# Сурково (Белгородская область)
Сурко́во — село в Шебекинском районе Белгородской области, входит в состав Первоцепляевского сельского поселения.
Село расположено в 18 км от райцентра Шебекино и в 28 км от железнодорожной станции Нежеголь. У села протекает река Нежеголек, приток Северского Донца.

## История
Первое упоминание о селе в Писцовых книгах населенных пунктов относится к 1654 году.
Своё название село получила от зверька Сурок, который в большом количестве селился в пойме реки.
Здесь находилась одна из красивейших церквей в России, но в послевоенные годы была разрушена.
27 октября 2008 года состоялся чин освещения закладного камня в основании будущего храма.
В сентябре 2015 начато строительство храма, праздничное открытие планируется к 16 сентября 2016 года к дню рождения Митрополита Макария.

## Знаменитые уроженцы
- Аулов, Алексей Иванович — украинский поэт.
- Митрополит Макарий (1816—1882) — богослов и историк русской церкви, митрополит Московский и Коломенский.
- Неклюдов, Иван Матвеевич (р. 1935) — физик; академик Национальной академии наук Украины (2004), заслуженный деятель науки и техники Украины (1998).